# Blok szterlingowy
     obszar szterlingowy w 2007 r.
     opuściły obszar w 1972 (tylko Irlandia)
     państwa, które opuściły obszar w 1972 r.
     państwa, które opuściły obszar przed 1972 r.

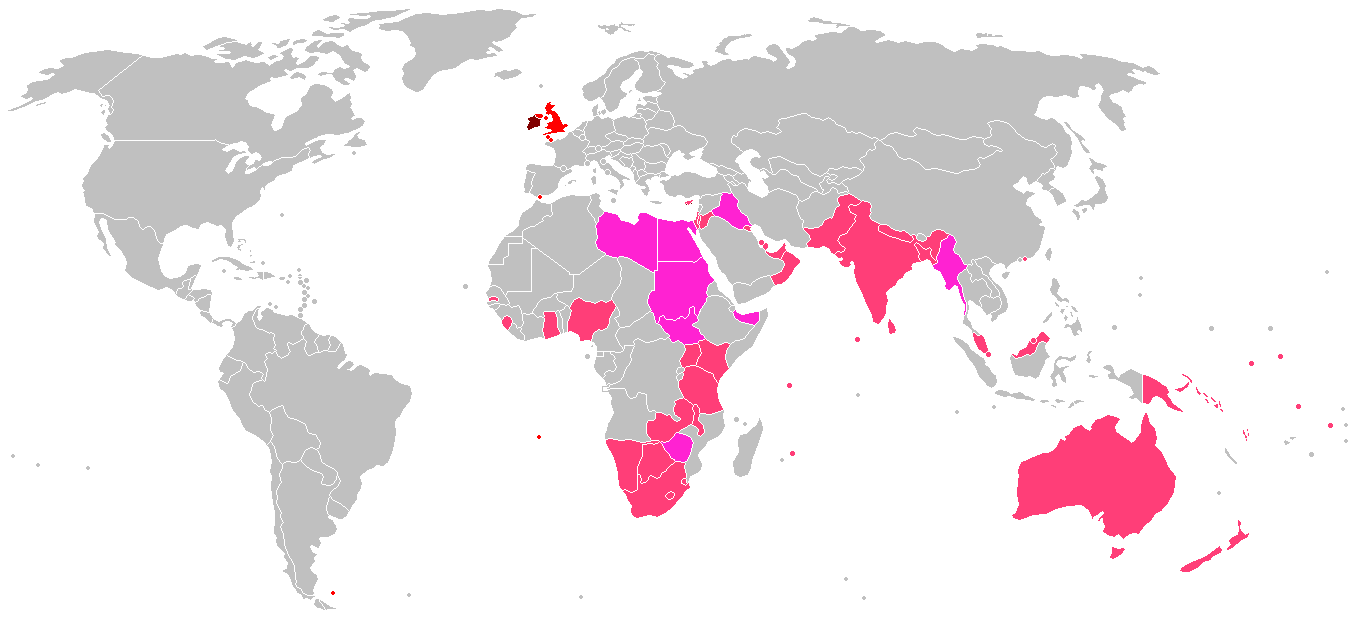
Obszar szterlingowy:
obszar szterlingowy w 2007 r.
opuściły obszar w 1972 (tylko Irlandia)
państwa, które opuściły obszar w 1972 r.
państwa, które opuściły obszar przed 1972 r.

Blok szterlingowy – zwany później obszarem szterlingowym, obejmował grupę krajów (kraje brytyjskiej Wspólnoty Narodów z wyjątkiem Kanady, angielskie kolonie oraz Egipt, Irak, Iran, Tajlandię, Irlandię, kraje skandynawskie, Estonię, Łotwę i Portugalię), które powiązały los swoich walut z funtem szterlingiem, tzn. tworzyły w walucie brytyjskiej rezerwy i utrzymywały określony ich kurs w stosunku do funta. Na analogicznych zasadach został zorganizowany obszar frankowy, w którym kolonie i terytoria zamorskie Francji związały swoje waluty z frankiem.
Utworzenie bloku szterlingowego było konsekwencją Wielkiego Kryzysu, w czasie którego Bank Anglii odstąpił od wymienialności na złoto funta szterlinga (20 września 1931 roku) i zdewaluował swą walutę czyniąc handel zagraniczny bardziej konkurencyjnym. Tym samym doszło w Anglii do wprowadzenia pieniądza papierowego. Wyłamanie się z systemu waluty złotej zostało potraktowane przez kraje pozostałe przy wymienialności swych walut na złoto jako forma nieuczciwej konkurencji i tym samym chciano wymóc na bloku szterlingowym tymczasowość przyjętych założeń.
Blok szterlingowy zaczął zanikać po 1972 roku kiedy to pogorszyła się sytuacja funta szterlinga. Było to związane z tworzeniem się nowego międzynarodowego systemu walutowego, opartego na coraz powszechniej stosowanych płynnych kursach walutowych, stosowaniu specjalnych praw ciągnienia i braku wymienialności dolara na złoto (gold-dollar standard) przyjęty w Bretton Woods w 1944 r.

## Źródła
- Janusz Kaliński, Historia gospodarcza XIX i XX w., Warszawa: Polskie Wydawnictwo Ekonomiczne, 2008, ISBN 978-83-208-1733-1.